# Heteromala
Heteromala là một chi bướm đêm thuộc họ Erebidae.